# أسطورة الطعنة في الظهر
أسطورة الطعنة في الظهر (بالألمانية: Dolchstoßlegende، تُلفظ بالألمانية: [ˈdɔlçʃtoːsleˌɡɛndə]  ( سماع)، 
)، هي نظرية مؤامرة معادية للسامية، آمنت بها الأوساط اليمينية في ألمانيا وصدرتها بعد عام 1918. كان الاعتقاد السائد هو أن الجيش الألماني لم يخسر الحرب العالمية الأولى في ساحة المعركة، بل تعرض للخيانة من قبل المدنيين على الجبهة الداخلية، وخاصة اليهود والجمهوريين الذين أطاحوا بنظام آل هوهنتسولرن الملكي خلال الثورة الألمانية عامي 1918-1919. أدان مؤيدو الأسطورة قادة الحكومة الألمانية الذين وقعوا الهدنة في 11 نوفمبر 1918، مطلقين عليهم لقب «مجرمي نوفمبر» (بالألمانية: Novemberverbrecher).

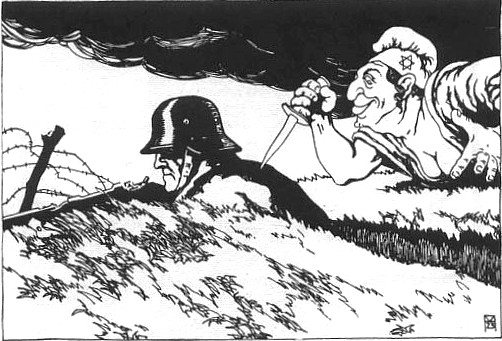
كاريكاتور نمساوي من سنة 1919 يظهر يهودي وهو يطعن جندي ألماني من الخلف.

حين وصل أدولف هتلر والحزب النازي إلى السلطة في عام 1933، جعلوا الأسطورة جزءًا لا يتجزأ من تاريخهم الرسمي في عشرينيات القرن العشرين، إذ صوروا جمهورية فايمار على أنها من صنع «مجرمي نوفمبر» الذين طعنوا الأمة في ظهرها من أجل الاستيلاء على السلطة عبر الخيانة. صورت الدعاية النازية فايمار على أنها «مستنقع من الفساد والانحلال والإذلال القومي والاضطهاد القاسي (للمعارضة القومية الحقيقية)، دام أربعة عشر عامًا تحت حكم اليهود والماركسيين و(البلاشفة الثقافيين)، الذين تخلصت منهم الحركة الاشتراكية الوطنية أخيرًا بفضل هتلر وانتصار (الثورة الوطنية) عام 1933».
رفض المؤرخون داخل ألمانيا وخارجها هذه الأسطورة بالإجماع، وأشاروا إلى أن الجيش الألماني استنفذ احتياطياته آنذاك، وأضعفه دخول الولايات المتحدة إلى الحرب، وبحلول أواخر عام 1918 كان قد خسر الحرب عسكريًا.
بالنسبة للعديد من الألمان، استحضرت عبارة «طعنة في الظهر» في بالهم أوبرا غوترداميرونغ 1976 لريتشارد فاغنر، التي قتل فيها هاغن عدوه سيغفريد، بطل القصة، برمح في ظهره.

## خلفية
في القسم الأخير من الحرب العالمية الأولى، كانت ألمانيا في الأساس ديكتاتورية عسكرية، تحت سلطة القيادة العليا (القيادة العليا للجيش القيصري الألماني) بوجود الجنرال فيلد مارشال بول فون هيندنبورغ قائدًا أعلى ومستشارًا للقيصر فيلهلم الثاني، على الرغم من أن هيندنبورغ كان إلى حد كبير شخصية رمزية فيما يتعلق بالسيطرة الفعالة على الدولة والجيش، حاله حال رئيس الأركان، الجنرال إريش لودندورف.
زودت الولايات المتحدة جيوش الحلفاء بالإمدادات، وعبأت أيضًا جيوشًا جديدة جاهزة للقتال، لكن المملكة المتحدة وفرنسا كانتا مرهقتين جدًا من الحرب ولم تفكرا في غزو ألمانيا إذ كانت العواقب غير معروفة. على الجبهة الغربية، على الرغم من اختراق خط هيندنبيرغ وتراجع القوات الألمانية، لم يصل جيش الحلفاء إلى حدود ألمانيا الغربية، وعلى الجبهة الشرقية، انتصرت ألمانيا بالفعل في الحرب ضد روسيا، وأبرمت معها معاهدة برست ليتوفسك. في الغرب، حققت ألمانيا نجاحات عديدة في هجوم الربيع. كجزء من أسطورة طعنة الخنجر، أُلقي لوم الفشل الشامل للهجوم على الإضرابات في صناعة الأسلحة في وقت حرج، إذ خلفت الجنود دون إمدادات كافية من العتاد. نُظر إلى الإضرابات على أنها نتاج لتحريض من عناصر خائنة، وأُلقي معظم اللوم على اليهود.
تفاقم ضعف وضع ألمانيا الاستراتيجي بسبب الانهيار السريع للقوى المركزية الأخرى في أواخر عام 1918، عقب انتصارات الحلفاء على الجبهتين المقدونية والإيطالية. كانت بلغاريا أول من وقع هدنة في 29 سبتمبر 1918 في سالونيكا. في 30 أكتوبر، استسلمت الدولة العثمانية في مودروس. في 3 نوفمبر، أرسلت النمسا والمجر علم الصلح للمطالبة بهدنة. أُرسلت الشروط في برقية من قبل سلطات الحلفاء في باريس، وأُبلغ القائد النمساوي بها وقُبلت. جرى التوقيع على الهدنة مع النمسا والمجر في فيلا غوستي، بالقرب من بادوفا، في 3 نوفمبر. وقعت كل من النمسا والمجر معاهدات منفصلة عقب انهيار الإمبراطورية النمساوية المجرية.

بعد فشل الهجوم الألماني الأخير على الجبهة الغربية في عام 1918، اعترف هيندنبورغ ولودندورف بأن المجهود الحربي محكوم عليه بالفشل، وضغطوا على القيصر فيلهلم الثاني من أجل التفاوض على هدنة، وإحداث تغيير سريع نحو حكومة مدنية في ألمانيا. قال لودندورف:
لقد طلبت من صاحب السمو أن ينشئ هذه الدوائر الآن داخل السلطة، ويجب أن نكون ممتنين على إنشائها في الوقت الحالي. سوف نضع الآن هؤلاء السادة داخل الوزارات. يمكنهم الآن صنع السلام الذي يجب أن يصنع. يمكنهم أن يأكلوا المرق الذي أعدوه لنا!
نظرًا لأن الوضع العسكري للألمان على الجبهة الغربية أصبح أكثر خطورة من أي وقت مضى، تواصل المستشار الألماني، الأمير ماكس فون بادن، مع الرئيس الأمريكي وودرو ويلسون، وأشار إلى أن ألمانيا مستعدة لقبول نقاطه الأربعة عشر كأساس للمناقشات.
خلال زمن الحرب، جرت المفاوضات على الهدنة عادةً بين القادة العسكريين للقوات المتعادية، لكن هيندنبورغ ولودندورف سلما هذه المهمة بدلًا من ذلك إلى الحكومة المدنية الجديدة التي تولت السلطة بعد ثورة 1918-1919، والتي أجبرت القيصر على التنازل عن العرش. في 11 نوفمبر 1918، وقع ممثلو جمهورية فايمار المتشكلة حديثًا هدنة مع الحلفاء أنهوا بها الأعمال القتالية. رتب القادة العسكريون الأمر بحيث لا يُلقى عليهم اللوم في المساومة على السلام، بل على السياسيين الجمهوريين المتعلقين بالهدنة: حملت وثيقة الهدنة توقيع ماتياس إرتسبرغر، الذي قُتل لاحقًا بسبب خيانته المزعومة. بالنظر إلى أن الصحافة الألمانية الخاضعة للرقابة الشديدة لم تذع سوى أخبار الانتصارات طوال الحرب، وأن ألمانيا نفسها كانت غير مسيطر عليها في الوقت الذي كانت فيه محتلة مساحة كبيرة من الأراضي الأجنبية، لم يكن من الغريب أن يندهش الشعب الألماني بسبب طلب الهدنة مع الحلفاء، خاصة أنهم لم يعرفوا أن قادتهم العسكريين هم وراء الطلب. بهذه الطريقة، هُيئت الظروف لظهور «أسطورة الطعن في الظهر»، إذ بُرئ هيندنبورغ ولودندورف واتُّهم السياسيون الاشتراكيون بخيانة ألمانيا. أُلقي عليهم المزيد من اللوم بعد أن وقعوا معاهدة فرساي في عام 1919، التي تسببت بخسائر إقليمية وأزمة مالية خطيرة للجمهورية الجديدة المتزعزعة، منها عجز جداول دفع التعويضات.
بدأ المحافظون والقوميون والقادة العسكريون السابقون بالتحدث النقدي عن السلام وسياسيي فايمار والاشتراكيين والشيوعيين واليهود. نُظر إلى الكاثوليك أيضًا بعين الريبة من قبل البعض بسبب ولائهم المفترض للبابا وافتقارهم المزعوم للولاء القومي والوطنية. زُعم أن هذه الجماعات لم تدعم خلال الحرب دعمًا كافيًا ولعبت دورًا في بيع ألمانيا لأعدائها. اعتُبر أن مجرمي نوفمبر هؤلاء، أو أولئك الذين بدا أنهم استفادوا من جمهورية فايمار المتشكلة حديثًا، «طعنوهم في الظهر» على الجبهة الداخلية، إما من خلال انتقاد القومية الألمانية، والتحريض على الاضطرابات وإحداث الإضرابات في الصناعات العسكرية الهامة أو من خلال الاستغلال. اعتُبرت هذه الإجراءات السبب الذي حرم ألمانيا من تحقيق نصر شبه مؤكد في الساعة الحادية عشرة.